# 훼리호를 타라
"훼리호를 타라"(Aboard the ship)는 한국에서 제작된 고영남 감독의 1971년 액션 영화이다. 박노식 등이 주연으로 출연하였고 곽정환 등이 제작에 참여하였다.

## 출연

### 주연
- 박노식
- 최지희
- 오지명
- 전영